# Regionaler Naturpark Queyras

Logo des Parks

Der Regionale Naturpark Queyras (frz. Parc naturel régional du Queyras) liegt im französischen Département Hautes-Alpes in der Region Provence-Alpes-Côte d’Azur.
Der Park erstreckt sich zwischen der hier in Nord-Süd-Richtung verlaufenden italienischen Grenze zur Region Piemont und dem weiter im Westen parallel verlaufenden Flusstal der Durance. Die nächsten größeren Orte sind Briançon im Nordwesten und Sestriere im Norden des Naturparks.

## Parkverwaltung
Die Gründung des Naturparks erfolgte am 31. Januar 1977 und umfasst eine Fläche von rund 57.400 Hektar. Die Parkverwaltung hat ihren Sitz in Arvieux (44° 46′ 0″ N, 6° 44′ 21″ O), wo sich auch das „Maison du Parc“ befindet. Zehn Gemeinden mit einem Einzugsgebiet von etwa 2500 Einwohnern bilden den Park.

## Gemeinden im Park

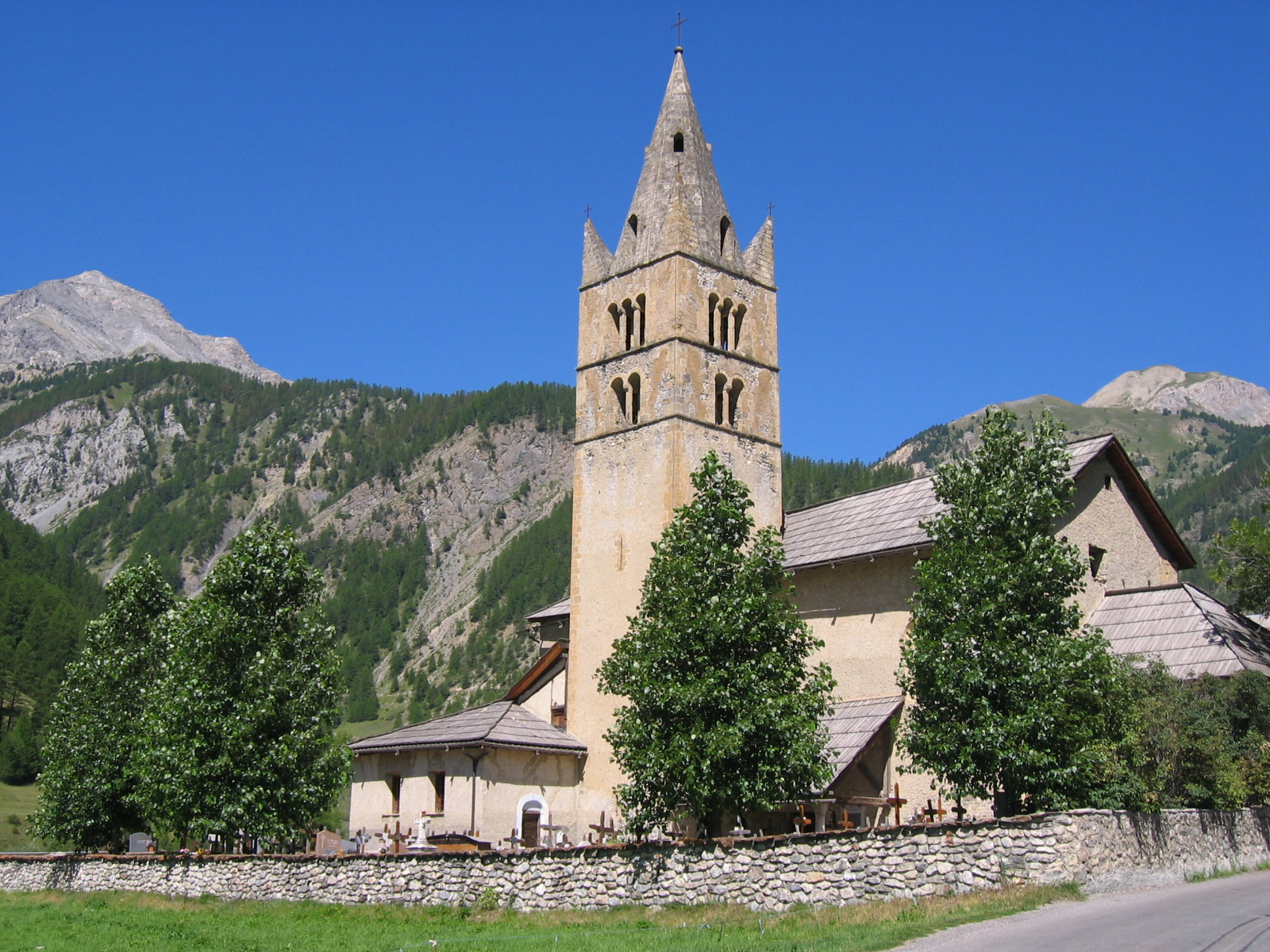
Kirche von Arvieux

- Abriès
- Aiguilles
- Arvieux
- Château-Ville-Vieille
- Ceillac
- Eygliers
- Guillestre
- Molines-en-Queyras
- Ristolas
- Saint-Véran

## Landschaft
Der Queyras ist eine Berglandschaft im Einzugsbereich des Flusses Guil, der bei Guillestre die Talebene des Flusses Durance auf einer Höhe von etwa 900 Metern erreicht, in den er schließlich mündet. Folgt man dem Fluss in nordöstlicher Richtung aufwärts, passiert man die Schluchten Gorges du Guil und Combe du Queyras, bis man beim Ort Château-Ville-Vieille die mittlere Tallage von etwa 1400 Metern erreicht. Hier führen größere Täler nach Norden und Süden, aber auch das Haupttal verläuft weiter und sie erreichen bei rund 1700 bis 2000 Metern die letzten größeren Orte im Naturpark.
Die Landschaft ist im Norden, Osten und Süden völlig von Bergen umgeben. Im Osten liegen die Cottischen Alpen an der Grenze zu Italien mit dem Gipfel des Monte Viso (3841 m), der sich jedoch bereits knapp jenseits der Grenze befindet. Auf dem Gebiet des Naturparks befindet sich dort die Schutzzone Réserve Naturelle Ristolas Mont-Viso. Die etwas „kleineren“ Gebirgszüge im Norden und Süden des Naturparks erreichen ebenfalls über 3000 Meter.
Außer der Hauptverbindungsstrecke in den Talschaften gibt es zwei Passstraßen über den Col d’Izoard (2360 m) nach Briançon und über den Col Agnel (2744 m) ins Valle Varaita (Italien).

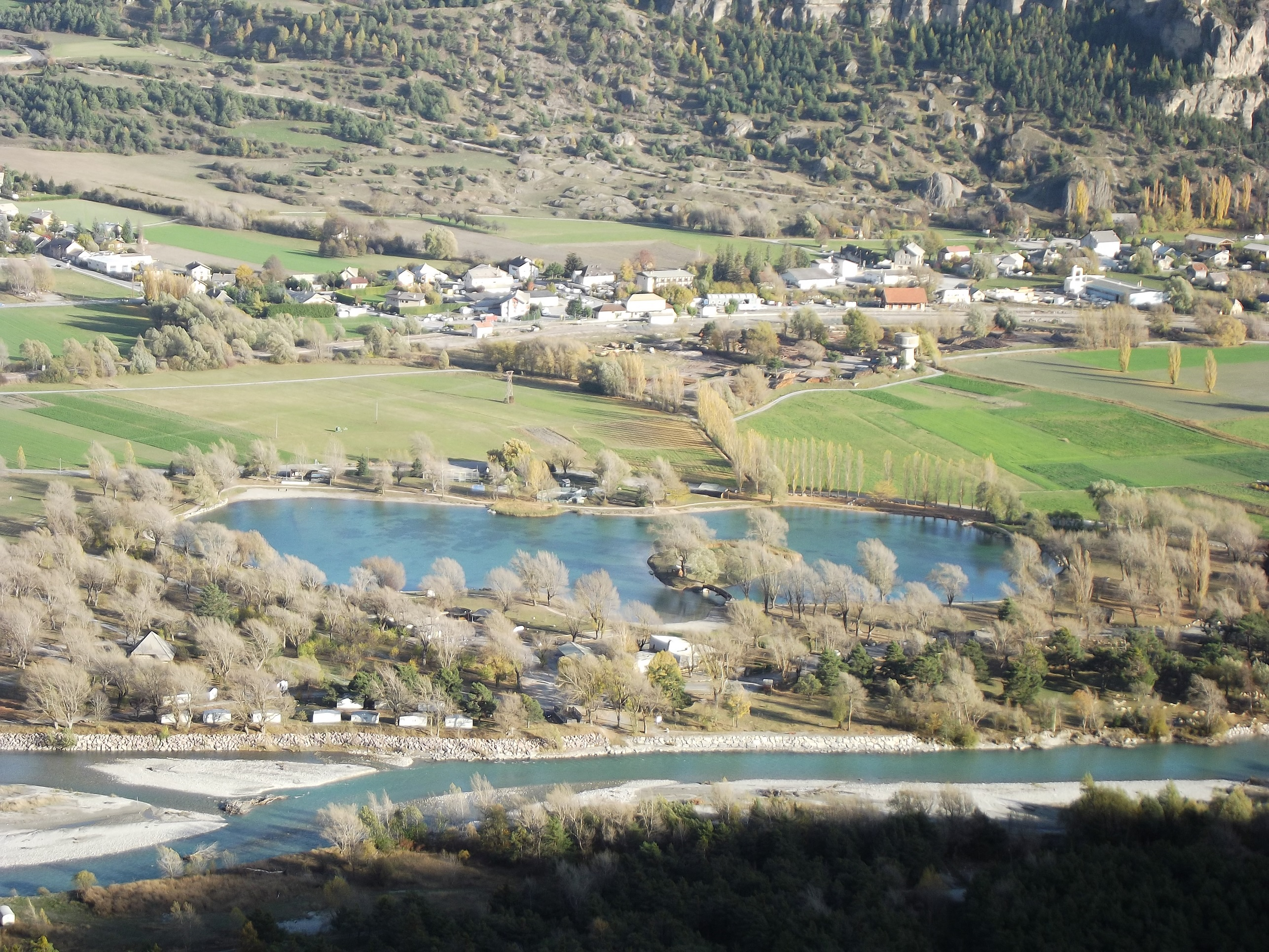
Eygliers im Durance-Tal
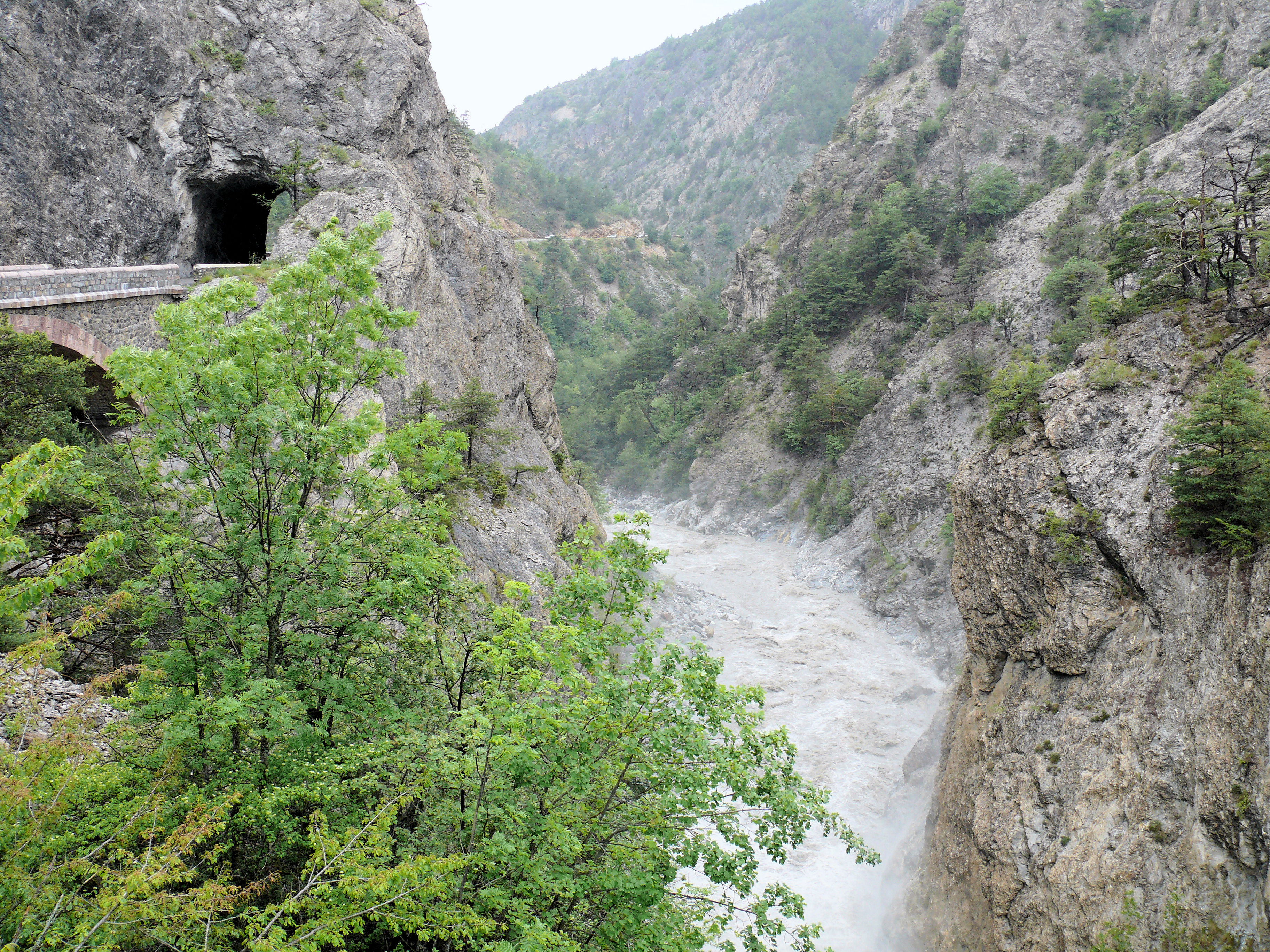
Georges du Guil
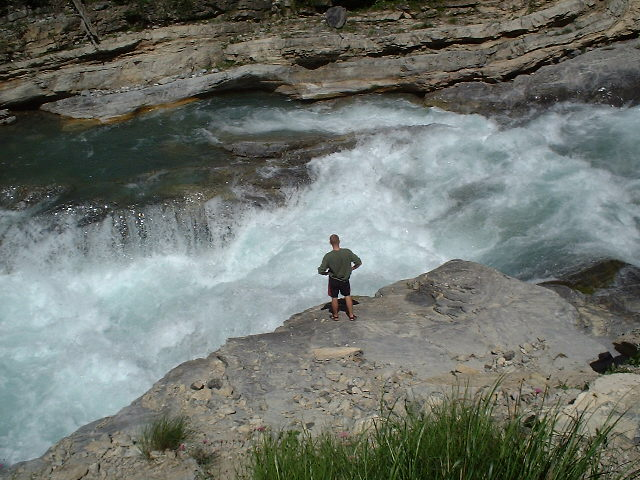
Fluss Guil
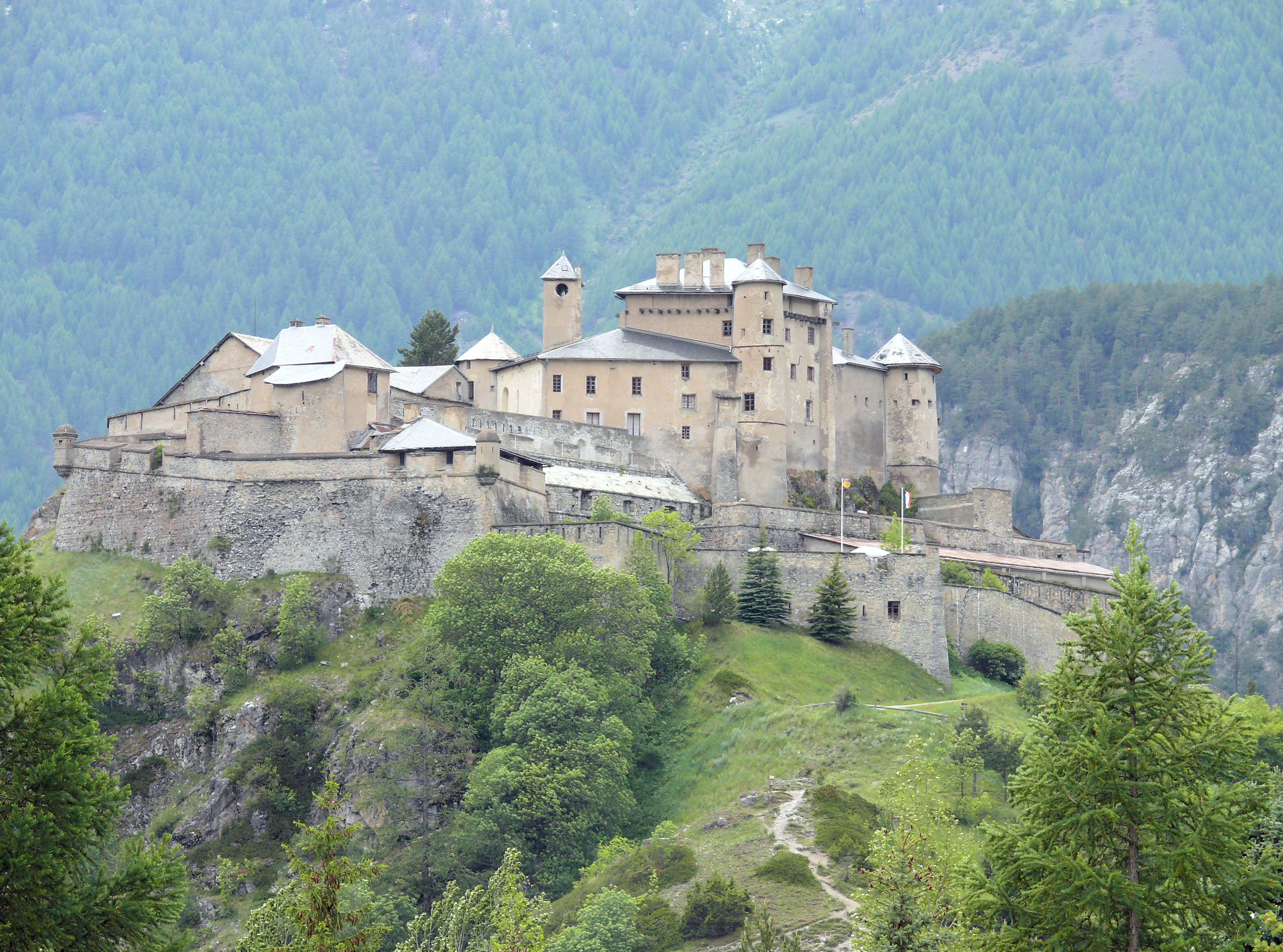
Château Queyras
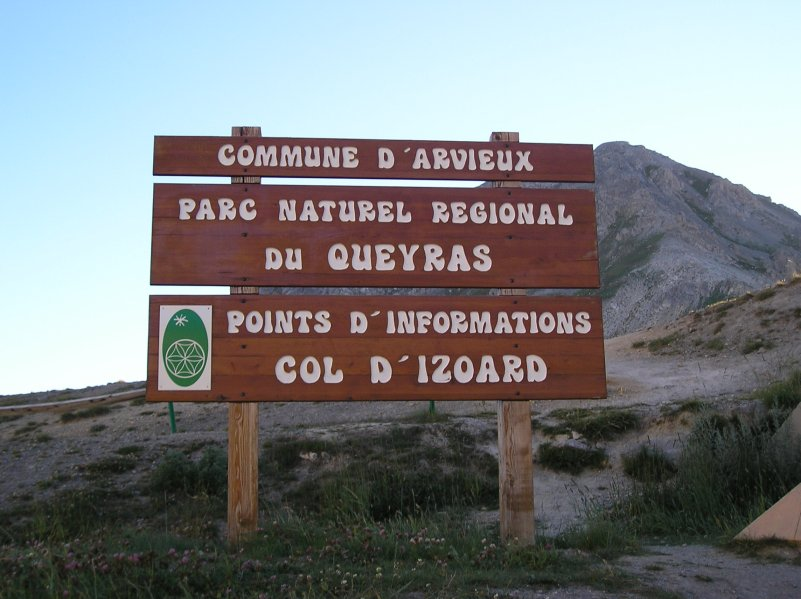
Am Col d’Izoard
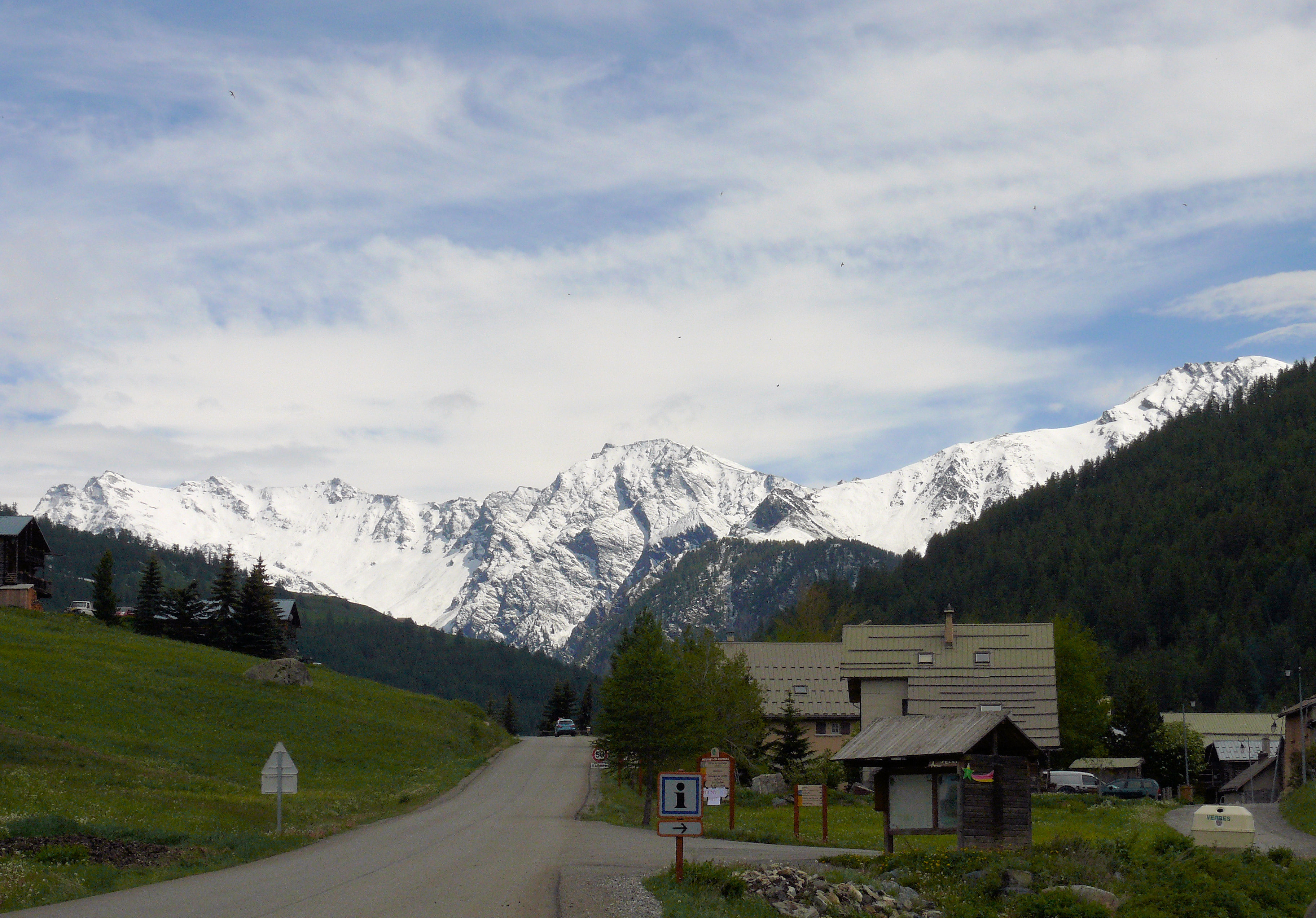
Molines-en-Queyras
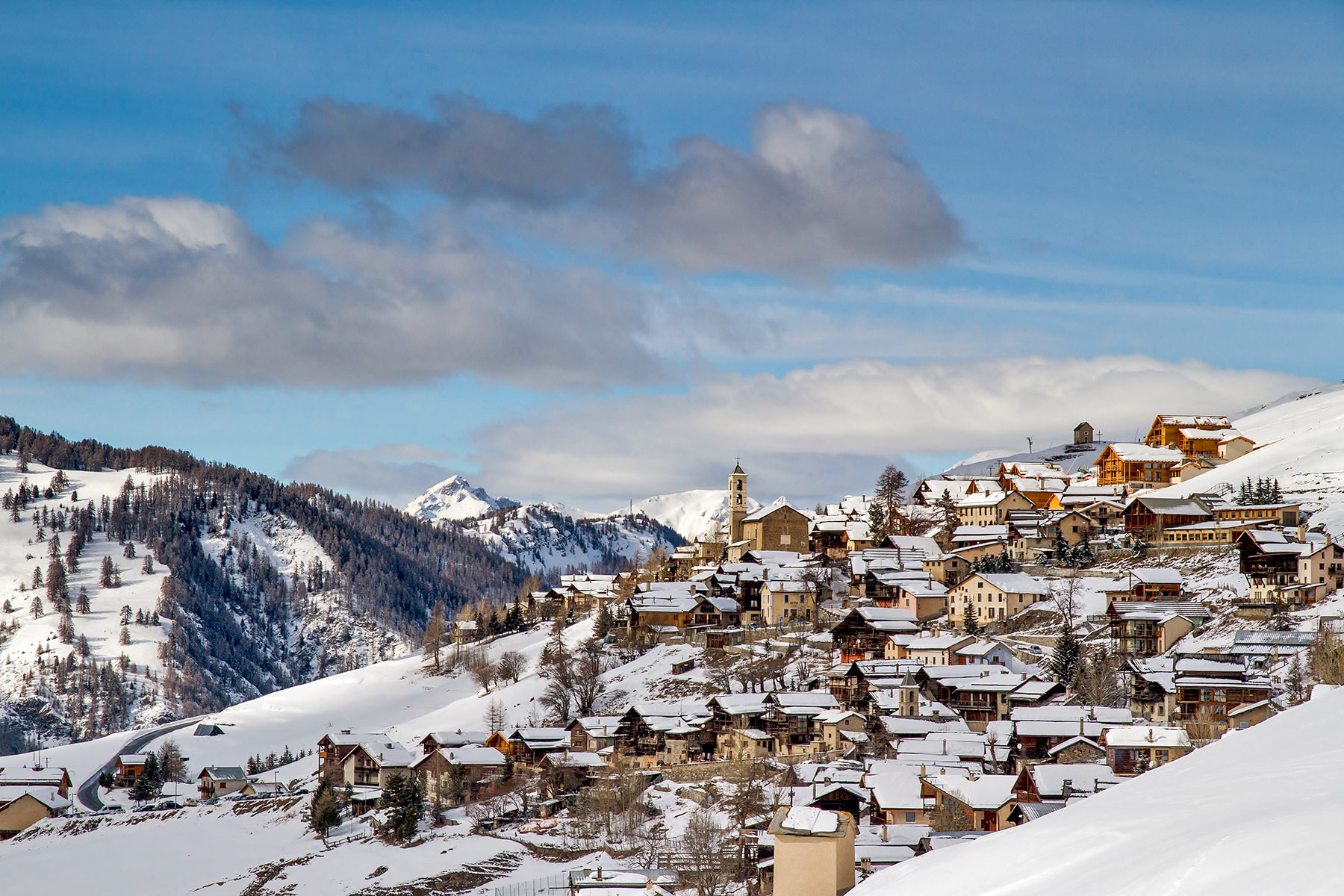
Saint-Véran im Winter
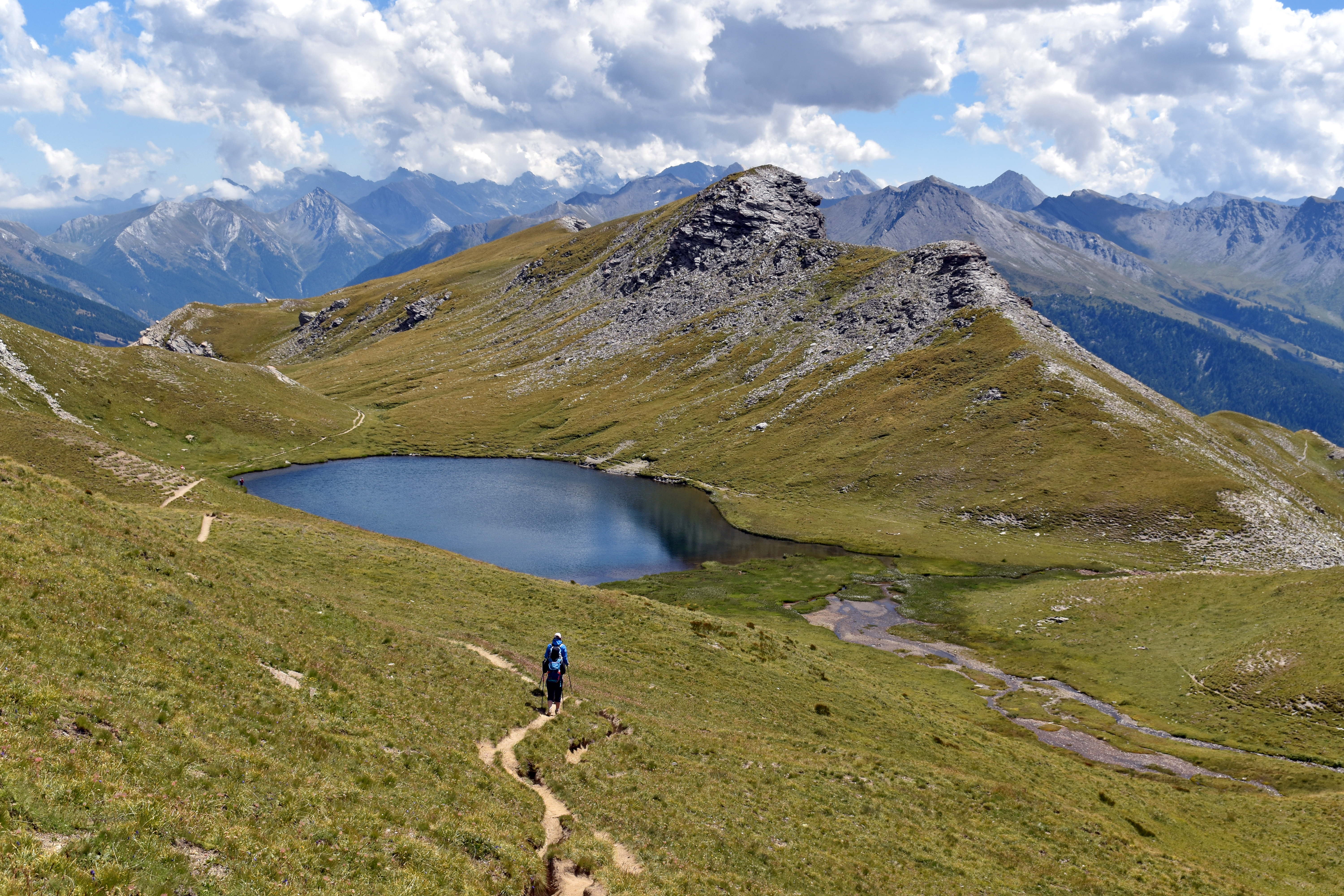
Lacs du Malrif, Aiguille
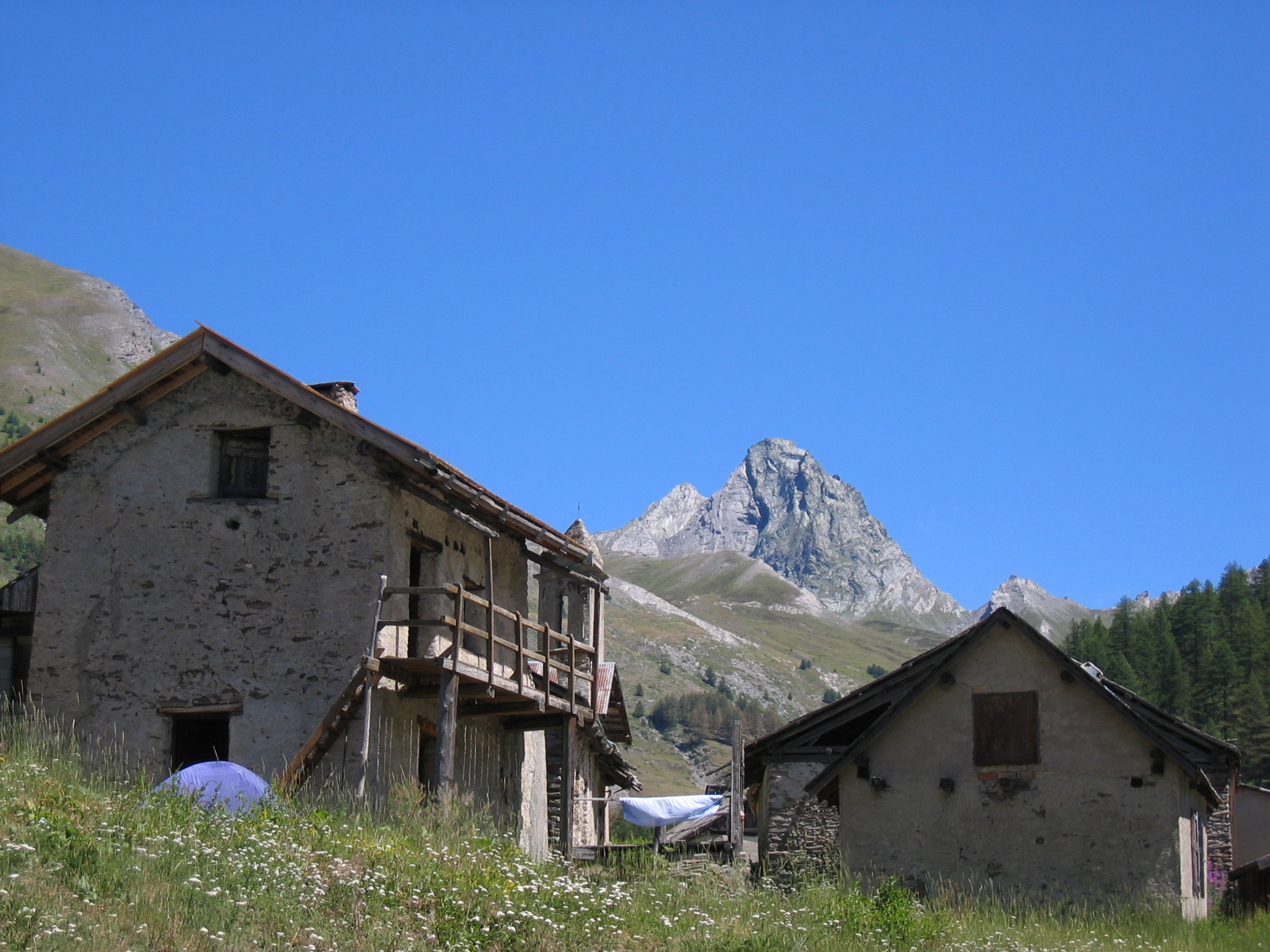
Valpréveyre, Abriès
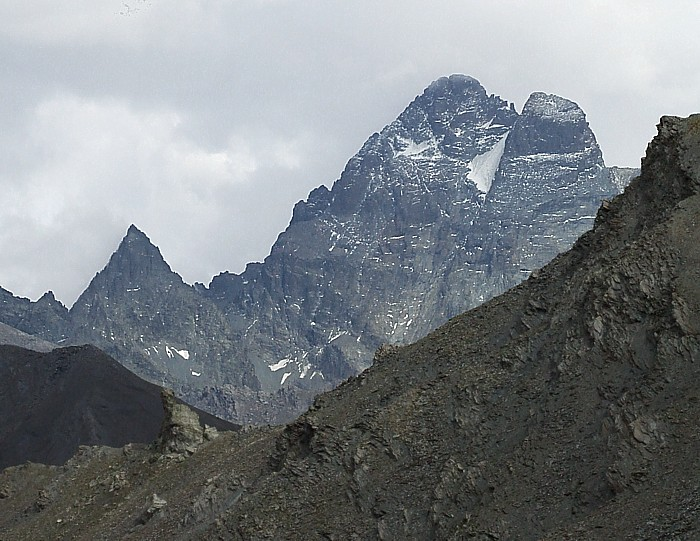
Monte Viso, Blick vom Col de Chamoussière
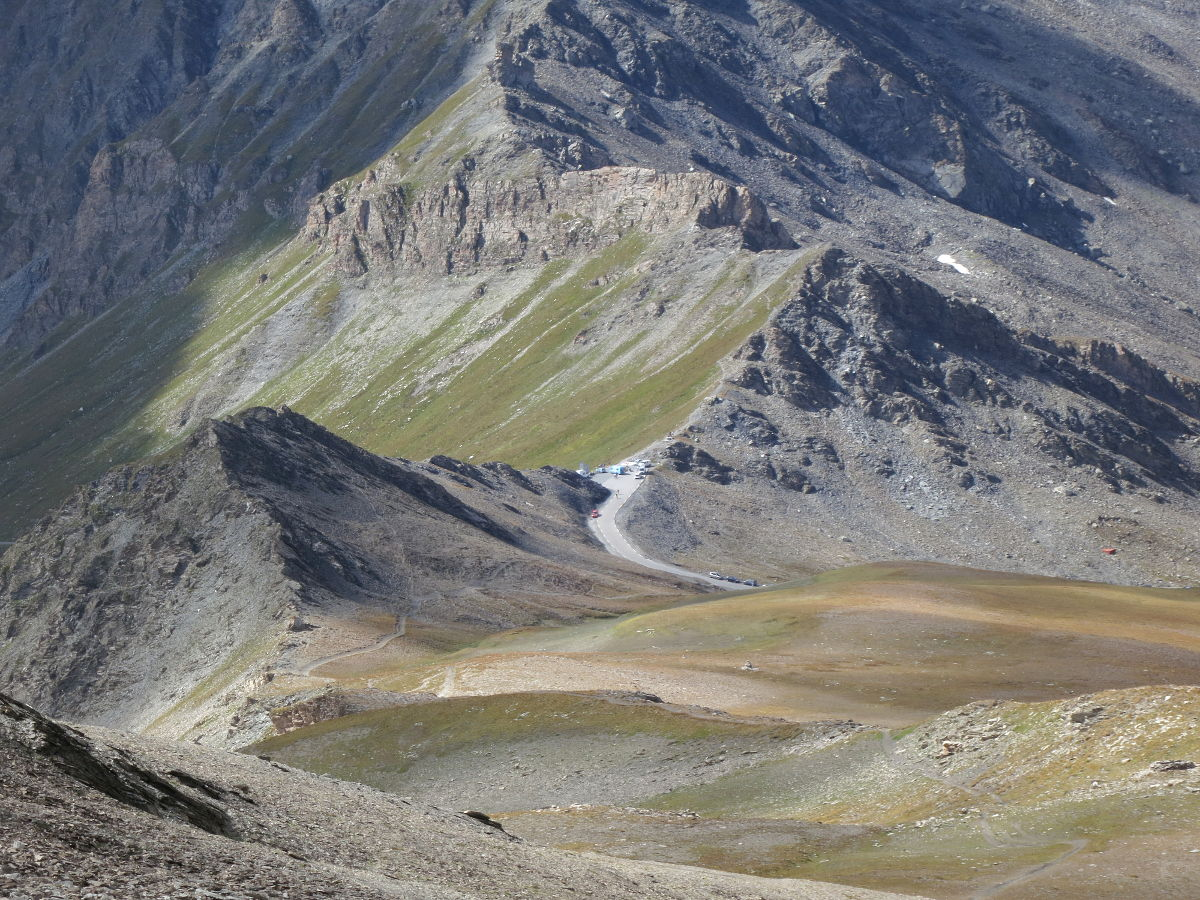
Straße über den Col Agnel
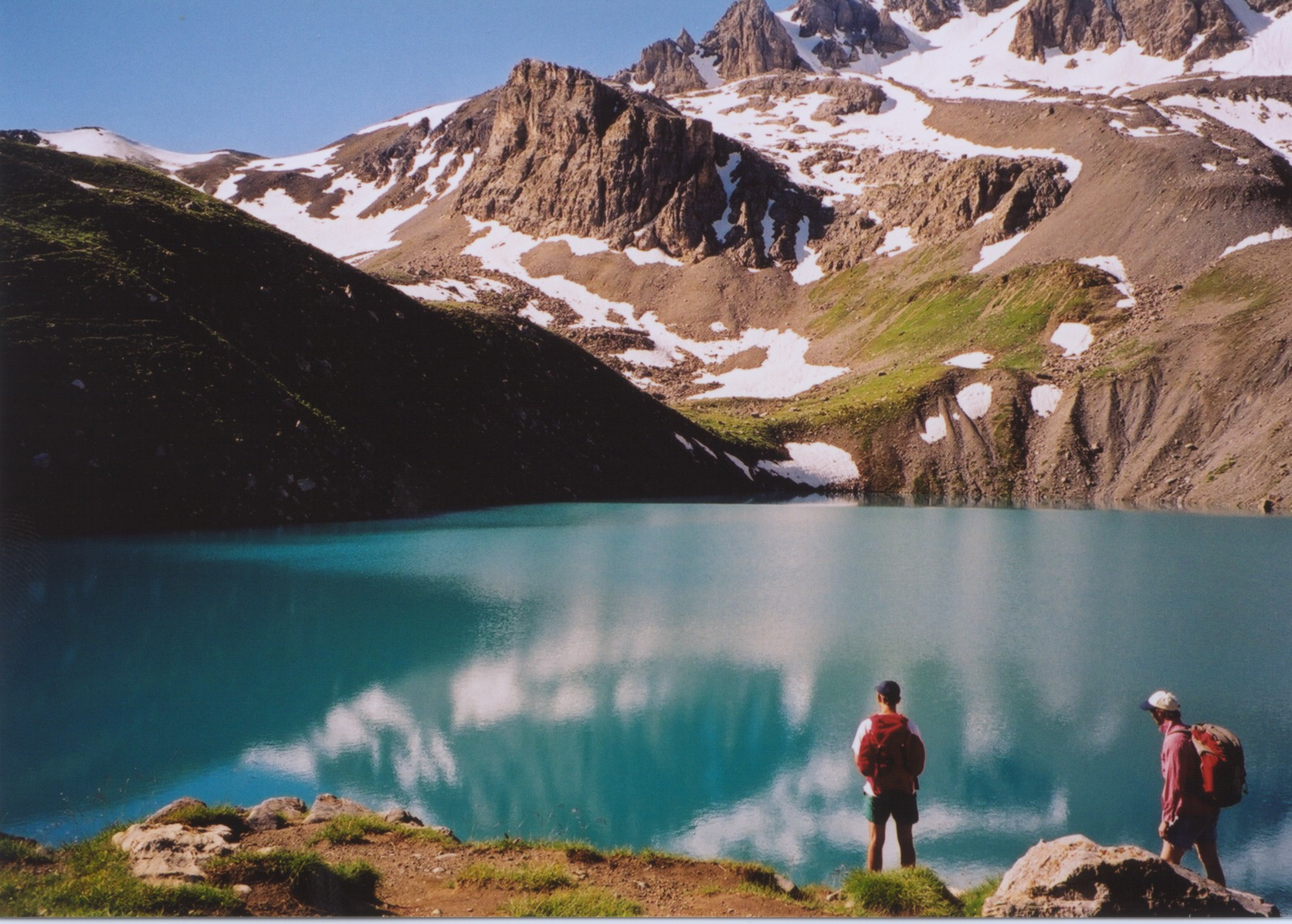
Lac Sainte Anne, Ceillac

## Flora und Fauna
Oberhalb von 2400 m Höhe halten die winterlichen Bedingungen mehr als neun Monate im Jahr an. Die milden, für die Entwicklung der Pflanzen geeigneten Zeitabschnitte werden durch diese Tatsache so reduziert, dass zahlreiche Arten ihre Samen nur selten produzieren können. Besonders das Edelweiß hat sich dieser Situation bestens angepasst, da viele Pflanzenteile weiß wollig behaart sind, um sie vor der Kälte zu schützen.
Die grasbewachsenen Abhänge, aber auch die Lärchenwälder bieten Gämsen, Steinböcken und Mufflons einen Lebensraum. Ein Abschussplan in jeder Gemeinde legt die Zahl an Tieren fest, die im Herbst zur Regulierung der Population bejagt werden dürfen.
Das Biotop beherbergt auch eine große Zahl von Murmeltieren, die den kargen Verhältnissen in ihrem Winterschlaf bis etwa Ende März trotzen und danach in großen Familienverbänden leben. Sie werden immer wieder zu Beutetieren des Steinadlers.